# سام هانكس
سام هانكس (بالإنجليزية: Sam Hanks)‏ مواليد 13 يوليو 1914، كان سائق فورملا 1 أمريكي سابق بدأ مسيرته الاحترافية سنة 1950. كان أول سباق له هو إنديانابوليس 500 سنة 1950، حقق أول فوز له في إنديانابوليس 500 سنة 1957. خاض خلال مسيرته 8 سباقات فاز في 1 منها.

## بطولات حققها
- إنديانابوليس 500 سنة 1957

## روابط خارجية
- سام هانكس على موقع Racing-Reference.info (الإنجليزية)
- سام هانكس على موقع DriverDB.com (الإنجليزية)